# Frits Albrecht
Ernst Frederik (Frits) Albrecht (Nijmegen,  20 december 1904 – Assen, 18 mei 1978) was een Nederlandse politicus voor de PvdA.

## Leven en werk
Albrecht begon zijn loopbaan als boekhouder. Hij trad, nadat hij een periode werkloos was geweest, in dienst bij Instituut voor Arbeidersontwikkeling (IvAO), de voorloper van het Nivon. In 1940 werd hij ontslagen door de NSB'er Rost van Tonningen. Na de oorlog werd hij redactiesecretaris van het door de SDAP uitgegeven blad De Gemeente. Hij was van 1949 tot 1959 secretaris-penningmeester van de PvdA. In 1959 werd hij benoemd tot burgemeester van het Drentse Gieten. Na deze functie drie jaar te hebben vervuld werd hij gekozen tot gedeputeerde in de provincie Drenthe. In 1970 beëindigde hij zijn politieke loopbaan. Hij overleed in 1978 in een ziekenhuis in Assen.
Een kopie van een manuscript van zijn levensloop wordt bewaard in het Regionaal Archief Nijmegen.
Albrecht was de vader van Max Albrecht, de latere directeur personeelszaken van Koninklijke Hoogovens.